# 돌궐 제국
돌궐 제국(突厥 帝國) 또는 괵튀르크 카간국(튀르키예어: Göktürk Kağanlığı 괵튀르크 카안르으[*])은 아시나 씨족의 수장 부민 카간과 그의 동생 이스테미 휘하의 괵튀르크인들이 중앙아시아 일대에 건설한 튀르크족 최초의 카간국이다. 서양 학자들은 돌궐족이 이후에 건국한 또 다른 제국인 돌궐 제2제국과 구별하기 위해 돌궐 제1제국(First Turkic Empire)라고 표기하기도 한다.
중앙아시아의 아무다리야강 또는 카스피해의 북서 초원 지대에서 발흥한 돌궐은 건국자인 부민 카간과 그 후대 카간들의 치하에서 중앙아시아에서부터 동쪽으로 진출하여, 이전 몽골 초원의 패자였던 유연을 멸망시켜 동북아 북방의 초원 지대를 완전히 제패하였으며 이외에도 예니세이강 상류에 있던 튀르크계 제민족들을 복속시키거나 합병하는 등 광범위한 지역에서 그 세력을 떨쳤다. 또한 서쪽으로는 중앙아시아의 강국이었던 에프탈을 멸망시켜 이란의 사산 제국과 아무다리야강을 경계로 하여 맞닿게 되었으며, 나아가서는 흑해 연안까지 진출하여 그곳에 영향력을 행사하기도 하였다. 최종적으로 괵튀르크인들의 제국은 만주에서 흑해까지 이르는, 중앙아시아를 횡단한 최초의 유목국가가 되었다.:49 6세기 말에 일련의 내부 갈등과 분쟁이 있었고 중원을 통일한 수나라가 돌궐 지배 세력에 이간책을 실시했다. 내전의 결과로 알타이산맥을 경계로 돌궐 제국은 몽골 고원을 지배하는 동돌궐과 톈산산맥 및 카자흐 스텝을 지배하는 서돌궐로 분열되었다. 
괵튀르크인들은 그들의 후계인 돌궐 제2제국의 튀르크인들이 사용한 오르혼 튀르크어보다 다소 앞선 시베리아 튀르크어를 사용했지만, 그들의 초기 비문과 동전에는 소그드인의 영향을 받아 소그드어를 사용했다. 이들은 또한 '튀르크'라는 명칭을 사용한 최초의 튀르크계 국가이기도 했다. 돌궐 문자는 6세기 전반에 발명되었다.

## 역사

### 성립과 발전

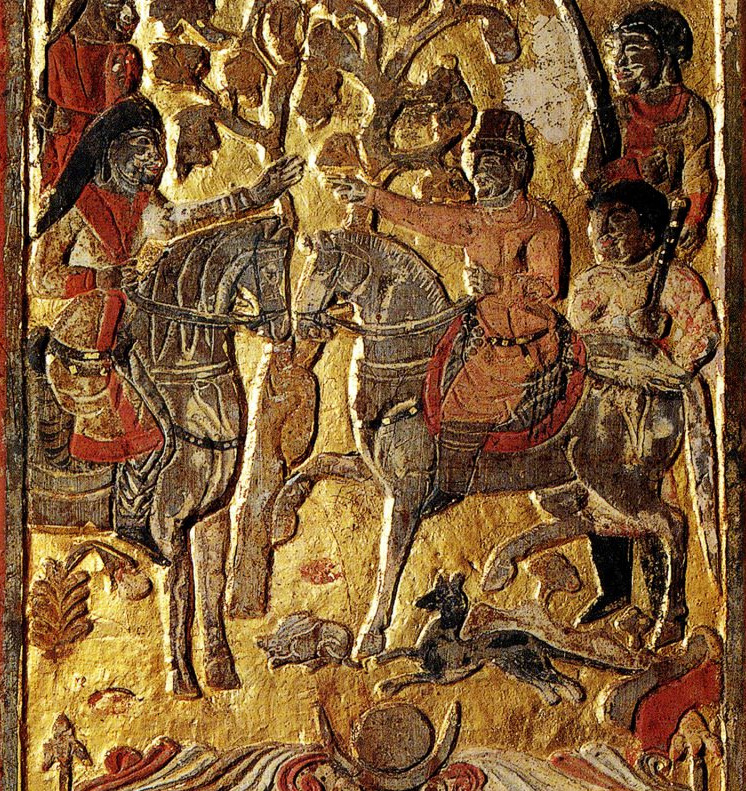
안자의 무덤 벽화 중에 등장한 한 그림. 튀르크 통치자(왼쪽, 긴 머리를 뒤로 넘김)를 맞이하는 소그드 상인(오른쪽)의 모습이 그려져 있다. 579년경에 제작된 것으로 추정, 현재 중국 시안시에 위치함.

돌궐이 본격적으로 역사에 등장하기 시작한 것은 부민 카간 휘하의 괵튀르크인들이 그들의 종주국이었던 유연에게 대항하는 위구르와 철륵을 선제 공격한 546년으로 거슬러 올라간다. 이들의 반란을 진압한 부민은 당시 유연 왕 아나괴(阿那壞)에게 공주를 요구하면서 결혼 동맹을 맺을 것을 제안했으나, 아나괴는 오히려 부민에게 사신을 보내어 다음과 같이 말했다.
너는 나를 위해 대장장이 일을 하던 노예(鍛奴)에 불과한데, 어찌 감히 이따위 말을 할 수 있는가?— 『주서(周書)』 50권 열전 42제 이역 中

이를 듣고 화가 난 부민은 대신 서위(西魏)의 장락공와 결혼하여 이들과 동맹을 맺은 뒤, 552년 육진(六鎮)의 북쪽(오늘날 허베이성 장자커우)에서 아나괴와 그가 이끄는 유연 군대를 크게 무찔렀다. 이제 몽골 초원을 완전히 장악하게 된 부민은 자신을 '나라(il)를 세운 카간'이란 의미의 일릭 카간(Iliq Qaghan, 중국어: 伊利可汗 이리가한[*])을 칭했다.

### 사방으로의 팽창
돌궐 제국은 제3대 무칸 카간(Mukhan Qaghan, 중국어: 木杆可汗 목간가한[*])(재위 553~572년) 치세에 확고하게 기반이 닦여졌다. 그는 서쪽으로는 페르시아의 사산 제국과 연합하여 에프탈을 멸망시키고, 아무다리야강을 경계로 국경을 설정해 트란스옥시아나를 확보했으며, 동쪽으로는 거란을 꺾고, 북쪽의 키르기즈를 병합해 인접한 모든 나라를 복속시켰다. 이 때 돌궐 제국의 영역은 서쪽으로는 카스피해와 흑해, 동쪽으로는 만주와 다싱안링산맥까지 이르렀는데, 과거의 유목제국 흉노와 유연의 서쪽 영역이 파미르 고원을 넘지 못한 것과 비교하면 더욱 서쪽으로 확대된 것이었다.
한편 부민의 동생 이스테미는 '서부의 야브구(부왕)'이란 칭호를 얻어 제국의 서부 영토를 통치했다. 557년, 이스테미는 유연의 동맹이었던 에프탈인들을 다시 한번 물리치고 비단길을 확고하게 장악했다. 568년, 무칸 카간의 딸인 아시나 공주와 북주의 무제가 결혼함에 따라 양측의 동맹은 더욱 강화되었다.
서양에서, 아바르족의 출현은 돌궐의 서쪽으로의 팽창을 피해 도망친 유목민들의 이주 물결 중 하나로 해석되어 왔지만, 구체적으로 그들이 어떤 민족이며, 명확한 원인과 연대가 부족하다는 점을 들어 수많은 논쟁이 있어 왔다. 르네 그루세는 아바르족을 에프탈의 몰락과 연관짓는 반면에, 데니스 시노르는 아바르족을 유연에서 이어진 것이라고 보면서 그들의 정체성이 '사료마다, 책마다, 이를 뒷받침할 증거가 전혀 없는 채로 반복된다'고 말했다.
이스테미의 서방 팽창 정책은 돌궐을 유럽으로 진출하도록 이끌었다. 576년에 괵튀르크인들은 케르치 해협을 건너 크림 반도로 진입하였고, 5년 뒤에는 케르소네소스를 포위했으며 590년까지 크림 반도 인근의 초원 지대를 계속 돌아다녔다. 이 무렵 그들의 남쪽 국경에서는 옛 동맹국이었던 사산 제국과 갈등이 빚어지고 있었다. 589년, 사산 제국은 돌궐에게 선제 공격을 가하여 돌궐군을 물리쳤다. 그럼에도 불구하고, 그 세기 말까지 옥수스 이남의 박트리아 지역 대부분은 돌궐 제국의 종속국으로서 계속 유지되었다.

## 외국과의 관계

### 동로마 제국
돌궐인들은 동로마 제국과 사산 제국의 관계에서 중요한 역할을 했다. 첫 번째 접촉은 563년으로 추정되며, 558년에 돌궐 제국의 노예였던 아바르족이 에프탈과의 전쟁 중 도망친 사건과 관련이 있다.
두 번째 접촉은 소그드 외교관 마니아흐가 이스테미(İstämi, 그리스어 기록에서는 실지불루스(Silziboulos)라고도 함)에게 직접 동로마 제국의 수도 콘스탄티노플로 사절단을 보내도록 설득하면서 이루어졌다. 이 사절단은 568년에 도착하여 황제 유스티누스 2세에게 비단을 선물로 제공하고 동맹에 대해 논의하였다. 569년에는 제마르쿠스가 이끄는 사절단이 파견되었으며, 이들은 환영을 받았고, 이 방문을 통해 전쟁을 위한 동맹이 확고해졌을 가능성이 크다.
575년부터 576년 사이에 발렌타인(Valentine)이 이끄는 또 다른 사절단이 파견되었으나, 탐간에게 적대적인 반응을 받았는데 이는 동로마 측의 배신 때문이라고 전해진다. 이스테미의 장례식에서 동로마 사절단은 얼굴을 찢어야 하는 굴욕을 당하기도 했다. 이후 돌궐 제국의 새 지도자인 타르두 카간의 적대적인 태도는 동로마 제국의 기록에도 반영되었다. 이러한 모욕적인 관계 악화는 동맹의 붕괴를 의미하며, 그 원인은 돌궐 제국이 동로마와의 협정에서 기대했던 바를 얻지 못했기 때문으로 보인다. 또한, 돌궐 제국은 자신들이 이용당하고 있다고 인식하게 되었으며, 동로마 제국 역시 그들을 신뢰할 수 없는 파트너로 여기게 되었을 가능성이 크다.

### 고구려
삼국사기의 기록에 따르면 고구려 양원왕 7년인 551년에 돌궐 제국과의 경쟁관계인 유연과 고구려가 우호적인 관계를 유지하자 신성(新城) 및 백암성(白巖城)을 직접 침공하였으나 고흘 장군이 이를 성공적으로 요격하자 물러났다. 경희대학교 김지영 교수에 따르면 589년 수나라가 중원을 통일하고 이후 수나라와 고구려가 전쟁을 벌이자 돌궐 제국이 수나라 북방을 침입했다는 것을 들어 고구려와 돌궐 제국의 군사적 연계성에 대해 추측해볼 수 있다고 주장했다. 그러나 고구려발해학회에서는 이러한 고구려와 돌궐 제국의 동맹에 대해 돌궐 제국 및 당대 중국의 기록을 살펴볼 필요가 있다고 주장하였다.

### 수나라/당나라
수나라의 예우에 분노한 사발략가한은 영주자사 고보녕(高寶寧)과 통모하여 582년과 583년에 거듭 수나라를 침공하였으나 격퇴되고 말았다. 그런데 당시 돌궐 내부에서는 소가한(小可汗)들의 분열과 권력 투쟁이 전개되고 있었다. 이러한 돌궐의 내분을 이용한 수의 이간책이 주효하여 결국 583년에는 동돌궐과 서돌궐로 분열되었다. 동돌궐은 수나라를 공격하였다. 세력이 급격히 위축된 수나라는 동돌궐에 조공을 바치고 공주를 공녀로 보내게 되었다. 하지만 이후에도 돌궐에 대한 수의 이간책은 계속되어, 수는 사발략가한의 아들인 도람가한(都藍可汗)에 대항하는 계민가한(啓民可汗)을 적극 지원하였으며 결국 도람가한 세력은 자멸하고 말았으며, 599년에는 서돌궐에 쫓긴 계민가한이 수에 내항하였다. 하지만 동돌궐은 수나라를 수차례 공격하였고 수나라는 공물과 함께 597년, 599년, 614년, 617년에 총 네 차례 4명의 수나라 공주를 보냈다.

## 관련 저서
- 정재훈, 《돌궐 유목제국사 552~745》, 사계절, 2016년 4월 22일

## 같이 보기
- 괵튀르크족
- 튀르크족
- 돌궐 제2제국

### 설명주
1. ↑  이 '단노(鍛奴)'라는 발언이 사실인지는 모르지만, 실제로 일각에서는 괵튀르크족이 실제로 유연 지배층에게 야금업으로써 종사하던 부족이었으며,[20][21][22][23] 이를 암시하는 명칭인 '단노'는 일종의 봉신 관계를 의미할 수도 있다고 한다.[24] 이를 두고 오스트리아-헝가리의 역사학자 데니스 시노르는 튀르크인들이 야금업을 전문적으로 했다는 것은 분명하지만, 그들이 실제로 대장장이였는지 아니면 광부나 다른 업종을 병행했는지는 불분명하다고 말했다.[25][26] 다만 어떠한 경우든 간에 문자 그대로 이를 받아들일 필요는 없으며, 아마도 봉건제 또는 불평등한 동맹 관계 중 하나를 의미하는 것이었을지도 모른다.[27]
2. ↑  튀르크어로 나라, 부족, 씨족, 국민, 국가, 국토, 연맹, 사회조직, 정치 조직을 모두 일컬어 '일(il)', 혹은 '엘(el)'이라고 했다.

### 인용주
1. "The tamga of the royal clan of the first Turkish empire was a neatly drawn lineal picture of an ibex", Kljastornyj, 1980, p. 93
2. ↑  "The tamga of the royal clan of the first Turkish empire was a neatly drawn lineal picture of an ibex", Kljastornyj, 1980, p. 93
3. ↑  Turchin, Peter; Adams, Jonathan M.; Hall, Thomas D. (December 2006). “East–West Orientation of Historical Empires”. 《Journal of World-Systems Research》 12 (2): 222. ISSN 1076-156X. 2016년 9월 16일에 확인함.
4. ↑  Taagepera, Rein (1979). “Size and Duration of Empires: Growth-Decline Curves, 600 B.C. to 600 A.D.”. 《Social Science History》 3 (3/4): 129. doi:10.2307/1170959. ISSN 0145-5532. JSTOR 1170959.
5. ↑  Sinor 1969, 101쪽.
6. ↑  Peter Roudik (2007). 《The History of the Central Asian Republics》. 24쪽.
7. 1 2  Golden, Peter B. (2011). 《Central Asia in World History》.
8. 1 2  Roux 2000, 79쪽.
9. 1 2  Baratova 2005.
10. ↑  Vovin 2019, 133쪽.
11. ↑  Karatay, Osman. 《Göktürk Çağı Türk Nüfusu Üzerine Düşünceler》. 18. Türk Tarih Kongresi, 1-4 Ekim 2018 Ankara.
12. ↑  Kwanten, Luc (1979). 《Imperial Nomads: A History of Central Asia, 500–1500》. 35쪽. OCLC 4193301.
13. ↑  Halil İnalcık, Osmanlı İmpartorluğu 2 Cilt Takım-Kutulu
14. ↑  Taşağıl, Ahmet (2021). 《Türk Model Devleti Gök Türkler》. Bilge Kültür Sanat. ISBN 9786059521598.
15. ↑  West, Barbara A. (2010년 5월 19일). 《Encyclopedia of the Peoples of Asia and Oceania》. Infobase Publishing. 829쪽. ISBN 978-1-4381-1913-7. The first people to use the ethnonym Turk to refer to themselves were the Turuk people of the Gokturk Khanate in the mid sixth-century
16. ↑  Tryjarski, E. (2002). “Runes and runelike scripts of Eurasian area. Part 1”. 《Archivum Ottomanicum》 (Mouton) 20: 49.
17. ↑  de Laet, Sigfried J.; Herrmann, Joachim (1996). 《History of Humanity: From the seventh century B.C. to the seventh century A.D.》. 478쪽.
18. ↑  Baumer, Christoph (2018년 4월 18일). 《History of Central Asia, The: 4-volume set》 (영어). Bloomsbury Publishing. 228쪽. ISBN 978-1-83860-868-2.
19. ↑  Yatsenko, Sergey A. (August 2009). “Early Turks: Male Costume in the Chinese Art”. 《Transoxiana》 14.
20. ↑  馬長壽, 《突厥人和突厥汗國》, 上海人民出版社, 1957, p. 10–11 (중국어)
21. ↑  陳豐祥, 余英時, 《中國通史》, 五南圖書出版股份有限公司, 2002, ISBN 978-957-11-2881-8, p. 155 (중국어)
22. ↑  Gao Yang, "The Origin of the Turks and the Turkish Khanate", X. Türk Tarih Kongresi: Ankara 22 – 26 Eylül 1986, Kongreye Sunulan Bildiriler, V. Cilt, Türk Tarih Kurumu, 1991, s. 731. (영어)
23. ↑  Oğuz, Burhan (1976). 〈«Demirci köle» olmaktan kurtulup reisleri Bumin'e〉. 《Türkiye halkının kültür kökenleri: Giriş, beslenme teknikleri》. İstanbul: Matbaası. 147쪽. ISBN 9789758586226.
24. ↑  Moses, Larry W. (1976). 〈Relations with the Inner Asian Barbarian〉.   Perry, John Curtis; Smith, Bardwell Leith. 《Essays on Tʻang Society》. Leiden: Brill Archive. 65쪽. ISBN 978-90-04-04761-7. 'Slave' probably meant vassalage to the Juan Juan [=Rouran or Ruanruan] qaghan, whom they [the Türks] served in battle by providing iron weapons, and also marching with the qaghan's armies.
25. ↑  Denis Sinor, Inner Asia: history-civilization-languages: a syllabus, Routledge, 1997, ISBN 978-0-7007-0380-7, p. 26. Contacts had already begun in 545 A.D. between the so-called "blacksmith-slave" Türk and certain of the kingdoms of north China,
26. ↑  Denis Sinor, ibid, p. 101. 'Beyond A-na-kui's disdainful reference to his "blacksmith slaves" there is ample evidence to show that the Turks were indeed specializing in metallurgy, though it is difficult to establish whether they were miners or rather blacksmiths.' (영어)
27. ↑  Nachaeva (2011)
28. ↑  후손 중 토문(土門) 시대에 부락이 늘고 강성하였는데 여여(茹茹)와는 관계를 끊고 태조(太祖)로 부터 서위(西魏) 장락공주(長樂公主)와 혼인을 허락받음
29. ↑  Linghu Defen et al., Book of Zhou, Vol. 50. (중국어)
30. ↑  Kamola 2023, 13쪽.
31. ↑  Kamola 2023, 13-14쪽.
32. ↑  Grousset (1970, 82쪽)
33. ↑  History and historiography of the Nomad Empires of Central Eurasia. D Sinor. Acta Orientalia Academiae Scientarum Hung. 58 (1) 3 – 14, 2005
34. ↑  Walter Pohl, Die Awaren: ein Steppenvolk im Mitteleuropa, 567–822 n. Chr, C.H.Beck (2002), ISBN 978-3-406-48969-3, p. 26–29.
35. 1 2  Grousset 81.
36. ↑  Kamola 2023, 14쪽.
37. 1 2 3 4  Qiang, Li; Kordosis, Stefanos (2018). “The Geopolitics on the Silk Road: Resurveying the Relationship of the Western Türks with Byzantium through Their Diplomatic Communications”. 《Medieval Worlds》 (영어). medieval worlds (8): 109–125. doi:10.1553/medievalworlds_no8_2018s109. ISSN 2412-3196.
38. 1 2  Sinor, Dennis (1996). 《The First Türk Empire (553–682)》. UNESCO. 327–332쪽. ISBN 978-92-3-103211-0. 2022년 1월 23일에 확인함.
39. ↑  Whittow, Mark (2018년 4월 26일),  Di Cosmo, Nicola; Maas, Michael, 편집., “Byzantium's Eurasian Policy in the Age of the Türk Empire”, 《Empires and Exchanges in Eurasian Late Antiquity》 1판 (Cambridge University Press), 271–286쪽, doi:10.1017/9781316146040.021, ISBN 978-1-316-14604-0, 2022년 1월 23일에 확인함, "Mark Whittow directly suggests that this embassy reached an agreement for a joint attack on the Persians planned for 573.
40. 1 2  Menander, Protector, activeth century (1985). 《The history of Menander the Guardsman》. R. C. Blockley. Liverpool, Great Britain: F. Cairns. 173–177쪽. ISBN 0-905205-25-1. OCLC 14355502.
41. ↑  Peter B. Golden (2011). 《Central Asia in World History》. 39쪽. At a subsequent embassy, Tardu yelled at Valentine in anger, venting his rage saying "Are you not those very Romans who use ten tongues and lie with all of them?
42. ↑  Maurice, Strategikon, ed. Dennis and Gamillscheg, 360;《Maurice's Strategikon : handbook of Byzantine military strategy》. Emperor of the East Maurice, Orbicius, George T. Dennis. Philadelphia. 1984. 116쪽. ISBN 0-8122-7899-2. OCLC 9575024. They [the Turks] were superstitious, treacherous, foul, faithless, possessed by an insatiate desire for riches. They scorn their oath, do not observe agreements, and are not satisfied by gifts. Even before they accept the gift, they are making plans for treachery and betrayal of their agreements. They are clever at estimating suitable opportunities to do this and taking prompt advantage of them. They prefer to prevail over their enemies not so much by force as by deceit, surprise attacks, and cutting off supplies.
43. ↑  김부식 (1145). 〈7〉. 《삼국사기 고구려본기》.
44. ↑  김지영 (2015). “6세기 후반-7세기 초반 고구려·돌궐 관계의 변화”. 《한국고대사》 (경희대학교 인문학연구원).
45. ↑  이성제 (2015). “高句麗와 투르크계 北方勢力의 관계 : 이해의 방향과 연구방법에 대한 모색”. 《고구려발해학회》 (고구려발해학회).
46. ↑  Benn (2002), 2–3쪽
47. ↑  Cui (2005), 655–659쪽